# Freescale DragonBall

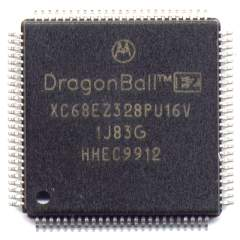
Мікропроцесор Motorola DragonBall EZ

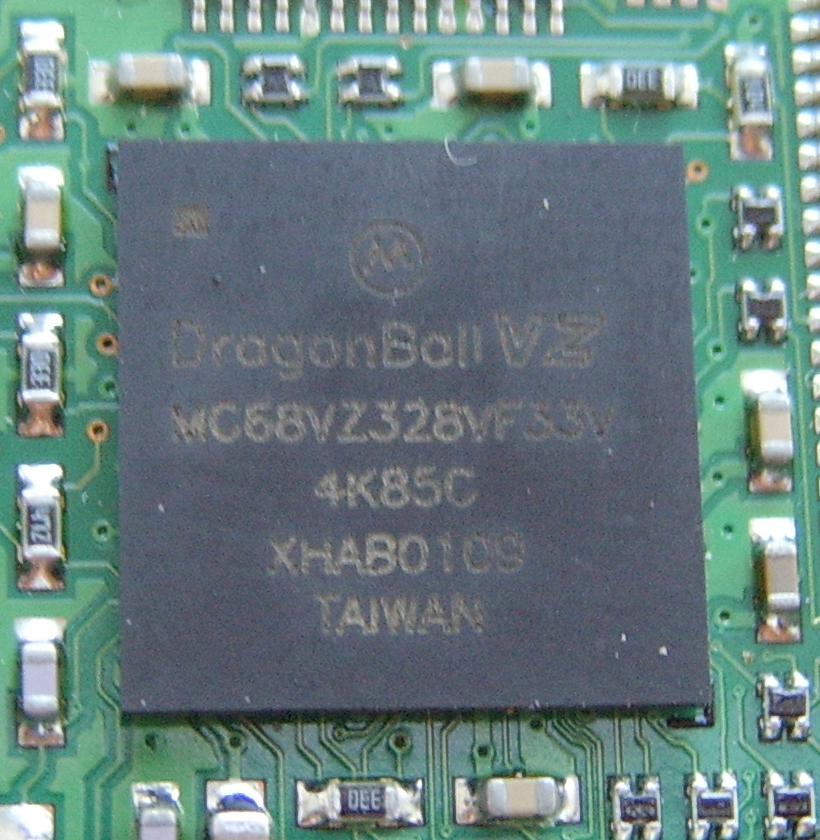
Мікропроцесор Motorola DragonBall VZ (Palm m505)

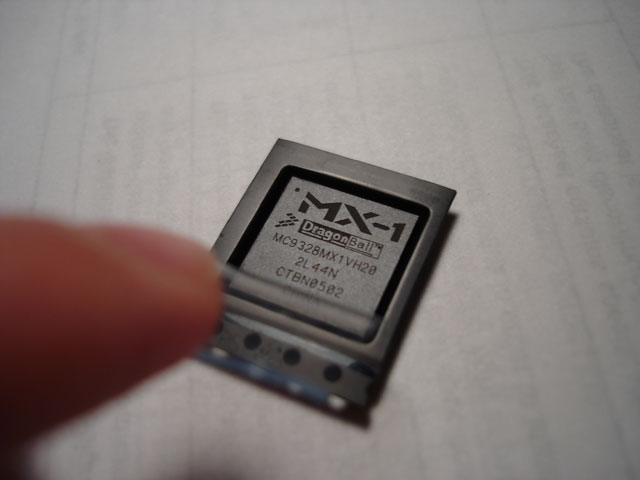
Freescale DragonBall MX-1 (в корпусі BGA)

DragonBall (або MC68328) — мікроконтролер, розроблений Motorola та Freescale Semiconductor, заснований на процесорному ядрі серії Motorola 68000, але виконаний у вигляді багатофункціональної мікросхеми з низьким енергоспоживанням для застосування на кишенькових комп'ютерах. Він підтримується μClinux. Був розроблений підрозділом Motorola у Гонконгу в 1995 році.
Найбільш широко дизайн DragonBall використовувався у ранніх версіях платформи Palm Computing. Починаючи з випуску Palm OS 5, його замінили процесори Intel XScale архітектури ARM. Процесор також використовувався у мобільних текстових процесорах компанії AlphaSmart, наприклад, Dana та Dana Wireless.
Базова модель 68328 і DragonBall EZ (MC68EZ328) працюють на частотах до 16,58 МГц і досягають продуктивності в 2,7 MIPS. Модель DragonBall VZ (MC68VZ328) працює на частоті 33 МГц та показує продуктивність 5,4 MIPS. Модель DragonBall Super VZ (MC68SZ328) працює на частоті 66 МГц та показує продуктивність 10,8 MIPS.
DragonBall є 32-бітним мікроконтролером з 32-бітною внутрішньою та зовнішньою шиною адреси (у EZ і VZ зовнішня шина адреси порізана до 24 біт) та 32-бітною шиною даних. Він містить безліч вбудованих функцій, таких як кольоровий контролер дисплея, звук PC speaker, послідовний інтерфейс UART з підтримкою IrDA, завантажувач через UART, годинник реального часу, можливість прямої адресації DRAM, Flash ROM, маскування ROM, вбудована підтримка сенсорних екранів.
Це повнофункціональний однокристальний комп'ютер. До появи DragonBall EZ кишенькові комп'ютери Palm містили вдвічі більшу кількість інтегральних мікросхем.
Найбільш сучасна серія мікроконтролерів DragonBall MX (пізніше перейменована в i.MX, а також відома як MC9328MX) призначена для тих самих застосувань, що і ранні серії DragonBall, але заснована на процесорному ядрі ARM9 або ARM11 замість Motorola 68000.